# Ленцергайде
Ленцергайде (нім. Lenzerheide, ромш. Lai) — населений пункт у комуні Вац округу Альбула, Граубюнден, Швейцарія. Популярний гірськолижний курорт у Швейцарських Альпах.

## Історія
Ленцергайде почав розвиватися як туристичний напрямок у першій половині 20 століття. У 15-16 століттях це місто було шахтарським районом. До кінця 19 століття Ленцергайде був відомий переважно своїм сільським господарством та красивими пасовищами під назвою Маєнсас. Точно не визначено, коли почав розвиватися туризм. Ймовірно, його започаткувала у 1890 році сім'я Циглер, яка вже займалася туристичним бізнесом у сусідньому Гайдзеє. У 1879 році був побудований перший пансіонат, а пізніше готель «Даніс», пов'язаний з будівництвом залізничного вокзалу. Засновником туристичного центру в Ленцергайде був Йоахім Кантієні, який відкрив курорт 24 червня 1882 року. Пізніше був зданий в експлуатацію готель Fidel Rischatsch-Blasi. У 1886 році збудовано католицький костел. Спочатку санаторій працював лише влітку, оскільки взимку не опалювався. Лише у 1890 році курорт був обладнаний опаленням.
У січні 1903 року відбулося офіційне відкриття першого лижного спуску у Ленцергайде. У 1911—1939 роках, завдяки розширенню готельної бази та будівництву гірськолижних підйомників, місто полюбляли туристи як влітку, так і взимку.
Перший гірськолижний підйомник був побудований в 1936 році і базувався на нинішньому фунікулері, який курсував від Валь-Спорц до Тгантієні. Друга світова війна принесла крах туризму. Але приблизно з 1950 року популярність курорту знову почала зростати.

## Економіка
Основними галузями економіки є зимовий та літній туризм, будівництво та сільське господарство. Влітку цей район найкраще підходить для сімейного відпочинку та занять спортом.

## Спорт

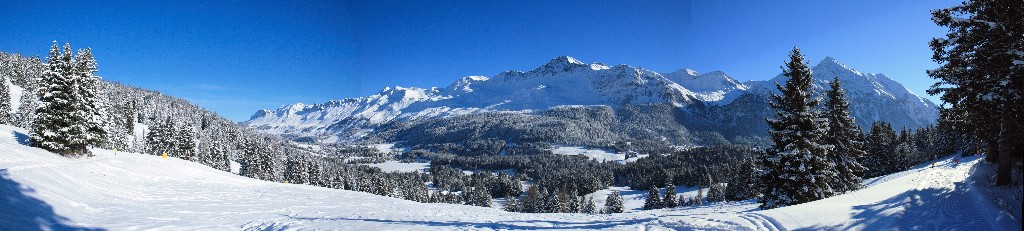
Ленцергайде — панорама.

Місце проведення етапів Кубка світу з гірськолижного спорту.
2023 року в Ленцергайде пройде Чемпіонат Європи з біатлону, а 2025 — Чемпіонат світу з біатлону.

## Туризм

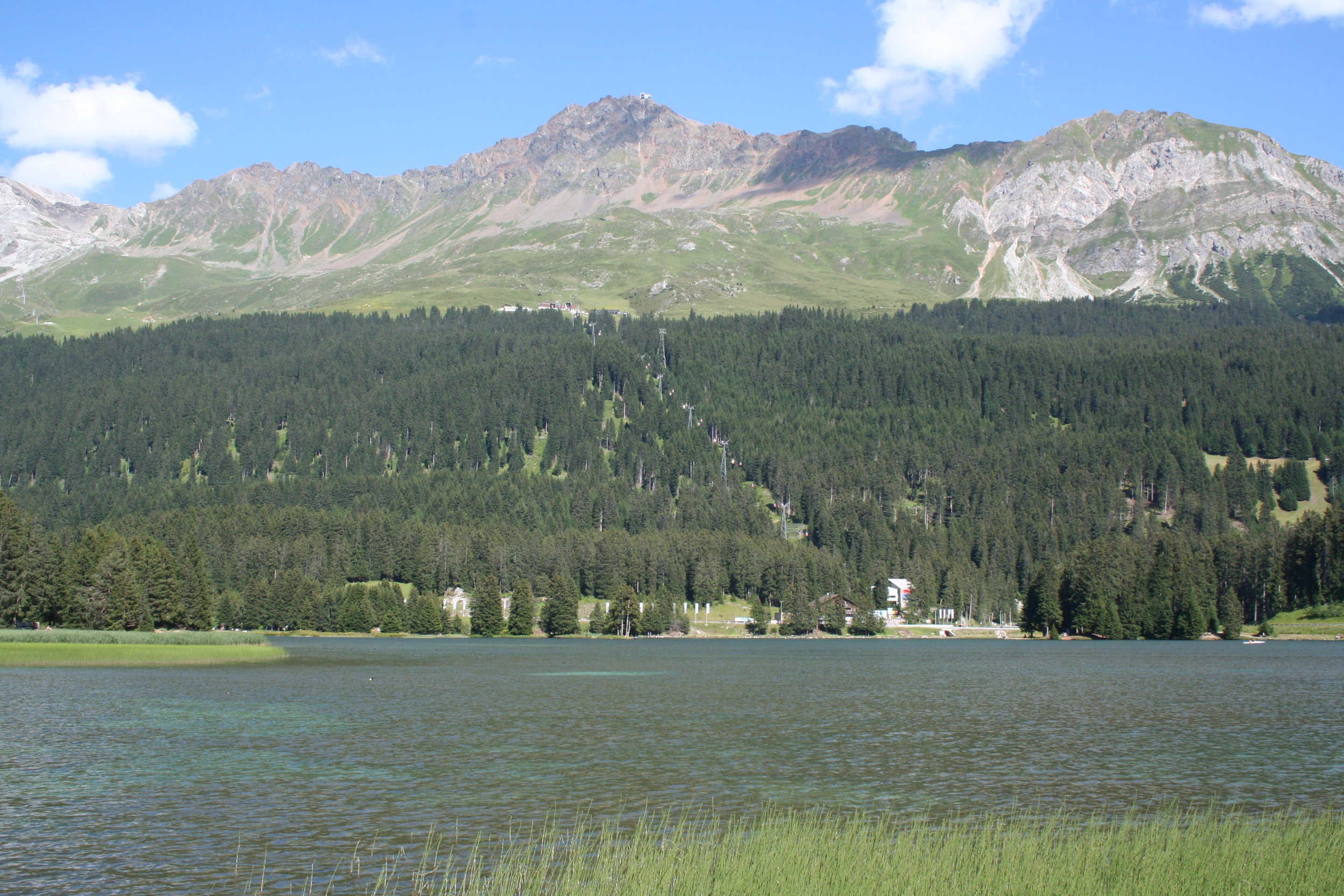
Озеро Гайдзеє і пік Парпанер-Ротгорн

Основною економічною діяльністю в Ленцергайде у літній та зимовий сезони є туризм. Також село славиться своєю забудовою та агротуризмом. Найпопулярніше місце для плавання, віндсерфінгу, кайтсерфінгу та риболовлі — озеро Гайдзеє, яке розташоване неподалік. Є також спеціально позначені велосипедні маршрути, по яких можна піднятися на висоту 2000 м над рівнем моря. Також є поле для гольфу, одне з найкрасивіших полів для гольфу у Європі на 18 лунок.
З Ленцергайде дві канатні дороги доставлять вас до вершин Парпанер-Ротгорн і Piz Scalottas, де розташовані гірськолижні схили. Вершина Парпанер-Ротгорн з'єднує два гірськолижні курорти Урденфюрклі Урдензее та Гернлігютте, з'єднані з курортом Ленцергайде. Ними управляє компанія Lenzerheide Bergbahnen AG — одна з найбільших у Європі, що займається різними типами підйомників. Lenzerheide та Arosa пропонують 13 різних типів підйомників по обидва боки долини, здатних перевозити 8 000 людей на годину.
Взимку гірськолижний курорт приваблює сноубордистів та лижників. Щороку багато молодих сноубордистів приїжджають на курорт у межах Insider tip. Також є велика природна ковзанка на озері Гайдзеє, басейн і понад 30 км бігових трас. Загальна протяжність гірськолижних трас на курорті становить 158 км.

## Визначні місця

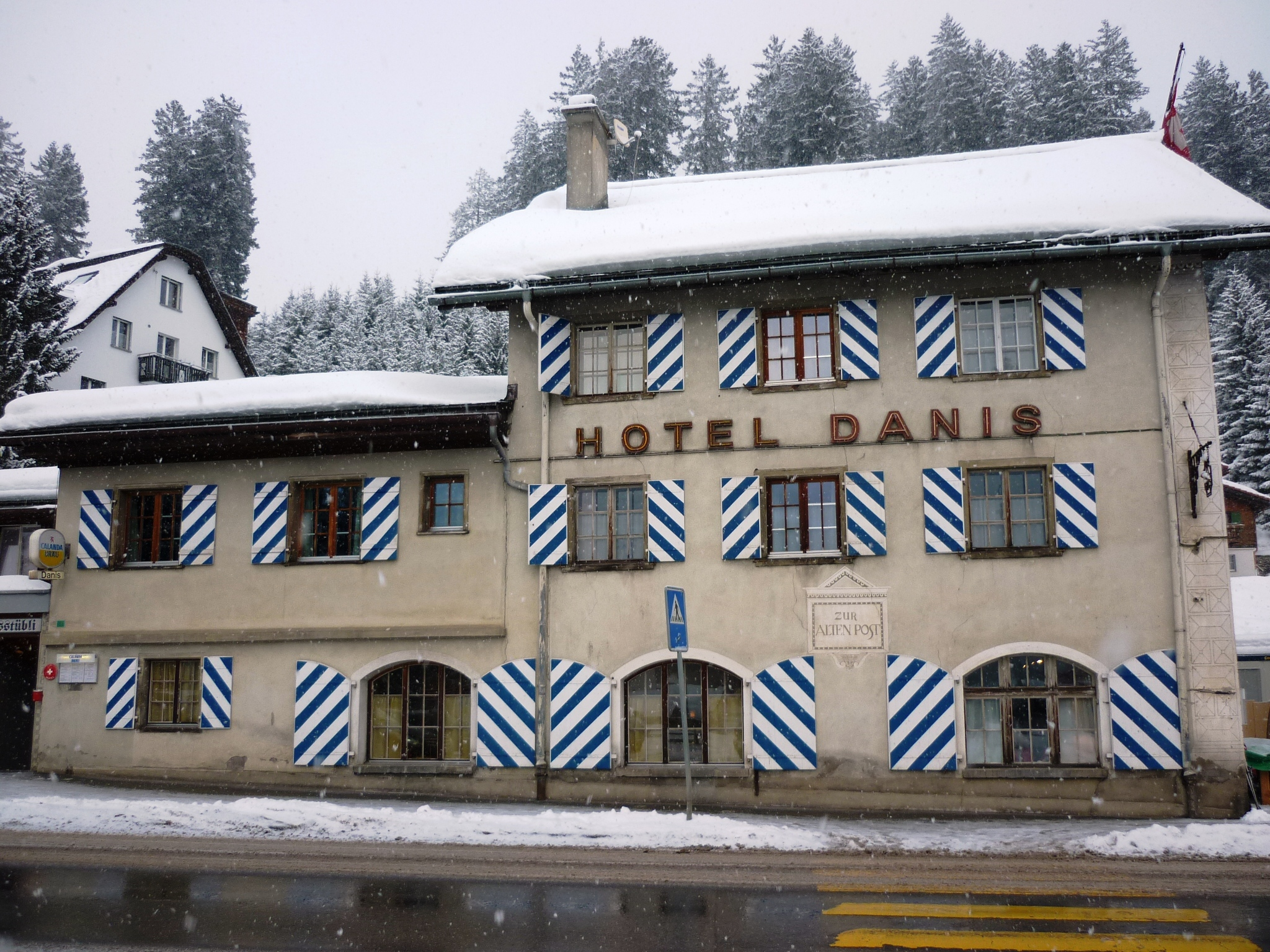
Готель «Даніс»

- Готель «Даніс», колишня пошта та корчма на ринковій площі, збудована у 1854 році
- Церква Сан-Карло, побудована у 1886 році
- Chalet-God-Lai, другий найстаріший будинок для відпочинку у Ленцергайде, побудований у 1894 році
- Lärchensaal Grand Hotel Kurhaus, побудований у 1898 році, архітектор Ніколаус Гартманн старший
- Вілла Мейссер (сьогодні Viola), побудована у 1905 році, архітектор Ніколаус Гартман молодший
- Реформатська церква, особливо відома як Весільна церква
- Також варто побачити Berghaus Crapera.